# Jörg Geuder

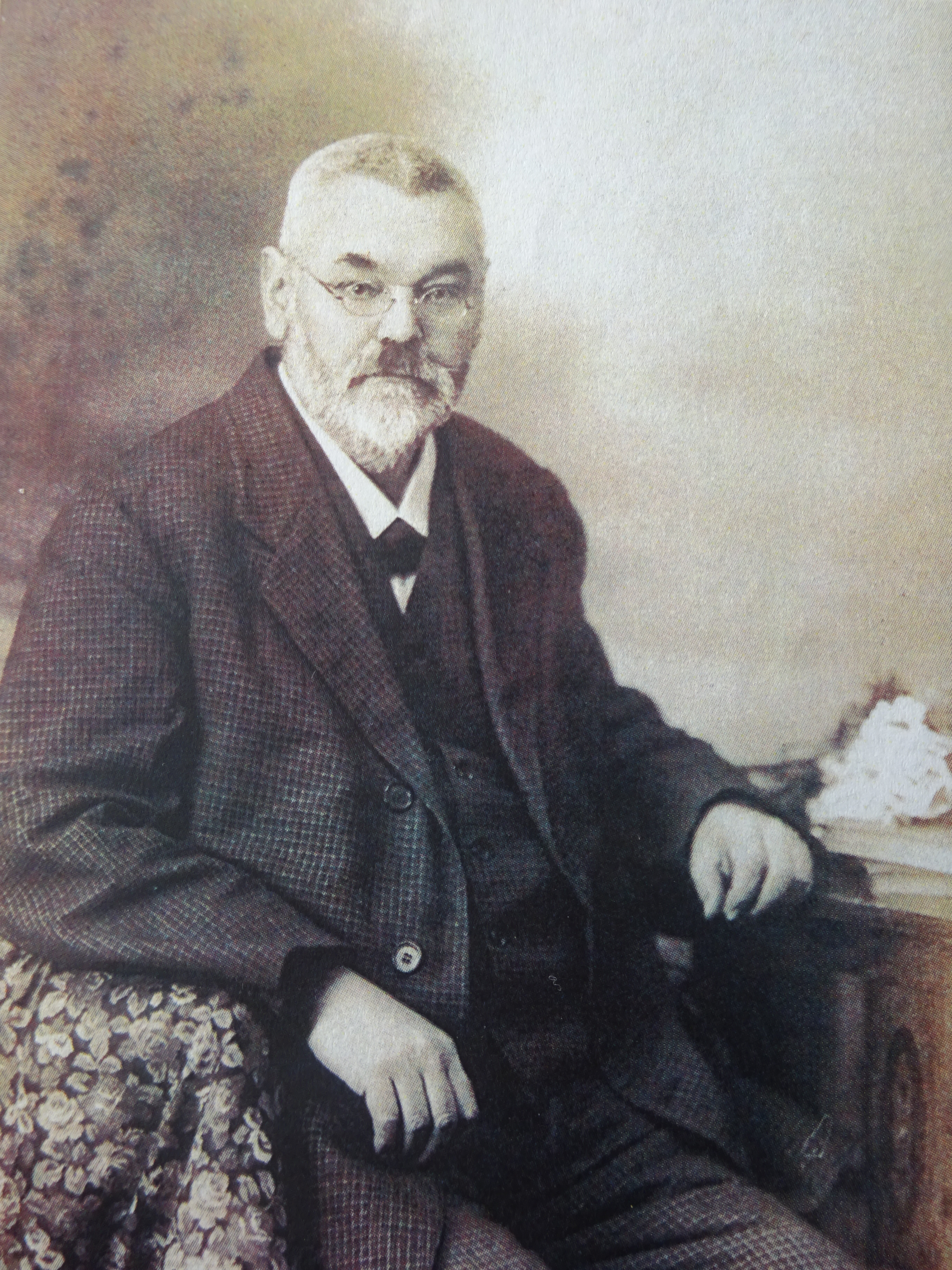
Jörg Geuder

Jörg Geuder, eigentlich Hans Georg Geuder (* 16. Mai 1861 in Gnodstadt; † 12. März 1935 in Marktbreit) war ein deutscher Lehrer, Sprachpfleger, Dichter und Gartenschriftsteller.

## Ausbildung und Wirken als Lehrer
Am Rande des Ochsenfurter Gaues in ein protestantisch-bäuerliches Umfeld geboren, besuchte er ab 1874 die Präparandenschule Marktsteft, dann das Lehrerseminar in Altdorf bei Nürnberg. 1879 wurde er Lehrer in Zeitlofs (Rhön), 1880 in Uettingen bei Würzburg und ab 1884 in Sulzdorf a. d. Lederhecke. 1894 übernahm er für 28 Jahre die Schulstelle in Oberlauringen im Haßberggau (heute Lkr. Schweinfurt), wo Friedrich Rückert seine Jugend verbrachte. 1921 wurde er Oberlehrer und ein Jahr später bis zur Pensionierung nach Segnitz am Main versetzt und damit in seine Heimat zurück. Als Pädagoge schrieb er für Fachblätter wie etwa die Bayerische Lehrerzeitung. Geuder war genauer Naturbeobachter, feinsinniger Blumenfreund, Dichter und humorvoller Schriftsteller. Schon als Schüler dichtete er unter dem Pseudonym Kurt Mull.

## Dichter und Gartenschriftsteller
Er wandte sich dem Obst- und Gartenbau zu und wurde Mitarbeiter der Wochenschrift Erfurter Führer im Gartenbau, des Praktischen Ratgebers für Obst- und Gartenbau, der Gartenfreude und anderen Magazinen. Er war so produktiv, dass er sich ein Pseudonym, Hans Pfefferkorn, zulegte, um nicht in konkurrierenden Publikationen mit gleichem Namen aufzutauchen.
Seit 1904 bearbeitete und lieferte er Texte für den international tätigen Hersteller von Gartenbauerzeugnissen und Hoflieferanten Johann Christoph Schmidt (‹Blumenschmidt›), die zum Beispiel im weitverbreiteten Schmidt’s Abreißkalender erschienen. Das machte den „Gartenonkel“ in allen Bevölkerungsschichten bekannt, auch im Ausland. Dem Evangelischen Sonntagsblatt in Bayern lieferte er Rätsel aller Art. Eine erste Sammlung seiner Werke, Gartenonkels Plaudereien, fand 1922 im deutschsprachigen Raum große Beachtung. In seinem unverwechselbar heiteren Stil, ohne erkennbar belehrenden Ton, beschrieb Jörg Geuder die Gartenlust.
Neben den Gemüsesorten, über deren Anbau er zahlreiche Fachartikel schrieb, sowie seltenen Gewächsen in Nischen und auf Trockensteinmauern gehörte Geuders besondere Liebe den Rosen. In Fachkreisen war er unter dem Ehrennamen ‹Der Rosenonkel› bekannt. Saxifraga x Geuderi, ein Steinbrech sowie die von Johann Christoph Schmidt in Erfurt gezüchtete Teehybride ‹Georg Geuder› ("Georg-Geuder Rose") erhielten ihren Namen zu seinen Ehren. 1916 wurde er „für seine Dienste um die nationale Wohlfahrt“ mit dem Ludwigskreuz ausgezeichnet; 1931 erhielt er die goldene Ehrennadel des Vereins Deutscher Rosenfreunde.
Die Schriftstellerei brachte ihm Anerkennung bekannter Persönlichkeiten, etwa des Literaturprofessors und Schriftstellers Eduard Engel, der das Magazin für die Literatur des In- und Auslandes redigierte. Für Engels Deutsche Stilkunst, die zwischen 1911 und Anfang der 1930er Jahre in 31 Auflagen erschien, schickte Geuder zahlreiche Beiträge zur Sprachpflege ein. Befreundet war er mit dem Schriftsteller Michael Georg Conrad, u. a. Herausgeber des Hauptorgans des „Münchner Naturalismus“, Die Gesellschaft, der ebenfalls aus Gnodstadt stammte.
Daneben schrieb Jörg Geuder zahlreiche Gedichte, die auch zum Teil vertont wurden, so das mit anderen Arbeiten Geuders in der 1930 erschienenen Anthologie Ein neu Gespiel abgedruckte „Lenz, mein Lenz, was wirst Du bringen“ (Vertont von Chr. Hagen).

## Die letzten Jahre

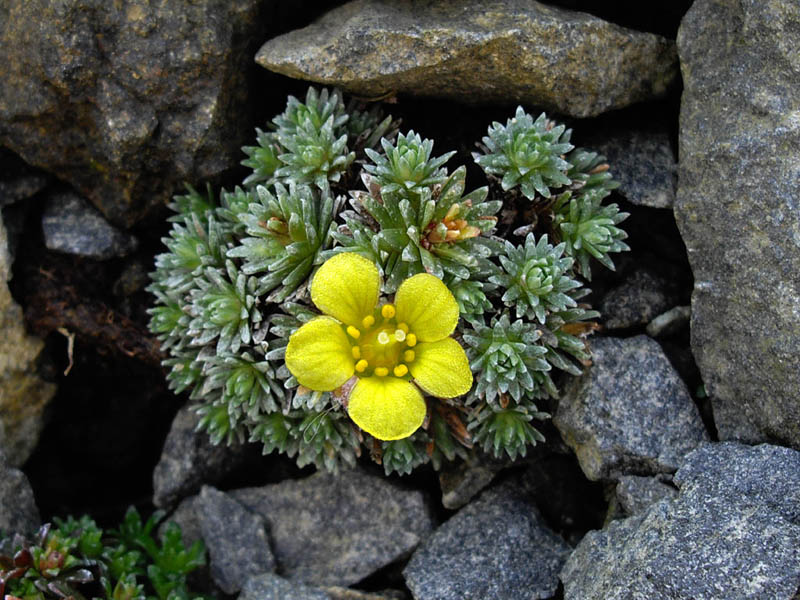
Jörg-Geuder-Steinbrech Saxifraga x geuderi

Seinen Lebensabend verbrachte Jörg Geuder in Marktbreit. Zuletzt hat er nach einem Zeitungsbericht noch das Marktbreiter Apothekergärtchen in ein irdisches Paradies verwandelt. Er litt jedoch an Bluthochdruck und Arteriosklerose, was seinen Tod an der Schwelle zum 75. Lebensjahr trotz der gesunden Gärtnerei dann doch beschleunigte: Auf dem Nachhauseweg von einer Dichterlesung starb er vor seiner Haustüre. In seiner selbstverfassten Todesanzeige bekannte er sich nochmals zur Naturliebe: „Ich danke Gott, daß er mir den Sinn für die Schönheit der Erde und ihre Geschöpfe erschlossen hat.“
Der Nachlass ist bis auf eine Ausnahme verschollen. Es handelt sich um ein Exemplar des bibliophilen Bändchens Jörg Geuders Gartenfreude, mit handschriftlichen Anmerkungen, die nur von der Herausgeberin, Jörg Geuders Tochter, stammen können. Sie belegen die eigenmächtige Veränderung von Textstellen durch seinen Verlag im Sinne des nationalsozialistischen Zeitgeistes nach Geuders Tod.

## Bewertung
Ein Kenner von Geuders Werk war der Hauptautor und Herausgeber der fränkischen Jahrbücher Im Bannkreis des Schwanbergs, Fritz Mägerlein. In einer Einführung schrieb er über den Gartenonkel:

„Im Kreis unserer Dichter im Mainland darf Jörg Geuder nicht übersehen werden. Der Schalk schaute ihm aus den Augen und Herzensgüte leitete sein Tun. Das spüren wir auch, wenn wir seine feinsinnigen Gedichte und heiteren Kurzgeschichten lesen. [...]“

Der Dichter Ernst Luther schrieb über ihn:

„Hierzulande arbeitete auch über 28 Jahre lang der Gartenonkel Jörg Geuder, dichtete und züchtete Rosen der zärtlichsten Farben auf dem kleinsten Flecken Erde neben der Kirche. Dieser Jörg Geuder, 1861 als Sohn eines Schäfers zu Gnodstadt geboren, ist ein seltener Mann mit grauem Bart, lustig-schalkhaften Äuglein und einer gar beredten Zunge.“

Nachruf des Verlags Trowitzsch & Sohn, Frankfurt a. d. O.:

„Er war Gartenliebhaber, Blumenfreund und Kenner der Dinge zugleich. Er konnte begeistern und helle Freude um sich streuen; denn seine Sprache, seine Weisheit, seine Erfahrungen waren selten schön, gut und reich. Nichts lag näher, als daß dieser große Gartenfreund auch in Deutschlands weit verbreiteter Gartenzeitschrift Der praktische Ratgeber im Obst- und Gartenbau Mitarbeit suchte und fand. Jahrzehnte hindurch, bis zu seinem Tode, blieb er dann der treue Mitarbeiter, der in dieser Zeitschrift Mitstreiter für die deutsche Gartenliebhaberei und Gartenkultur war.“